# Frank P. Mahony

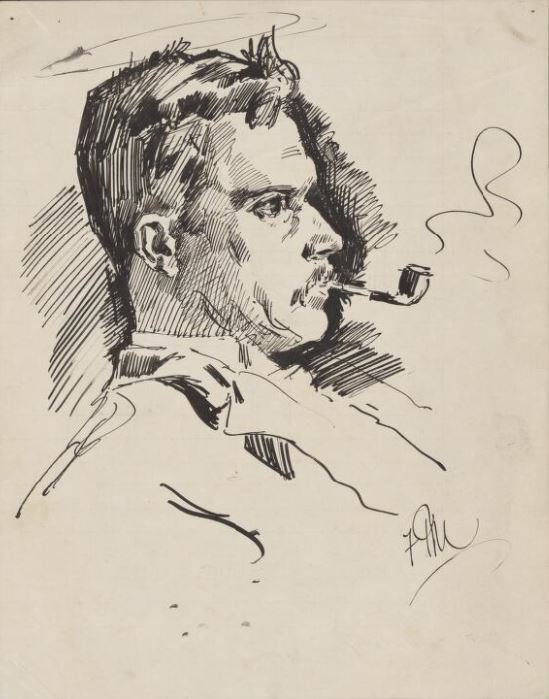
Selbstporträt

Francis (Frank) Mahony (* 4. Dezember 1862 in Melbourne; † 28. Juni 1916 im Kensington Infirmary in London) war ein australischer Maler, Aquarellist und Illustrator.

## Leben
Frank P. Mahony wurde 1862 in der Flinders Lane in Melbourne als drittes Kind des irischstämmigen Bauunternehmers Timothy Mahony und seiner zweiten Frau Elizabeth, geb. Johns, aus Cornwall geboren. Er wurde auf den Namen Francis getauft, fügte aber später den Zusatz „Prout“ hinzu und signierte seine Werke meist mit „Frank P. Mahony“.

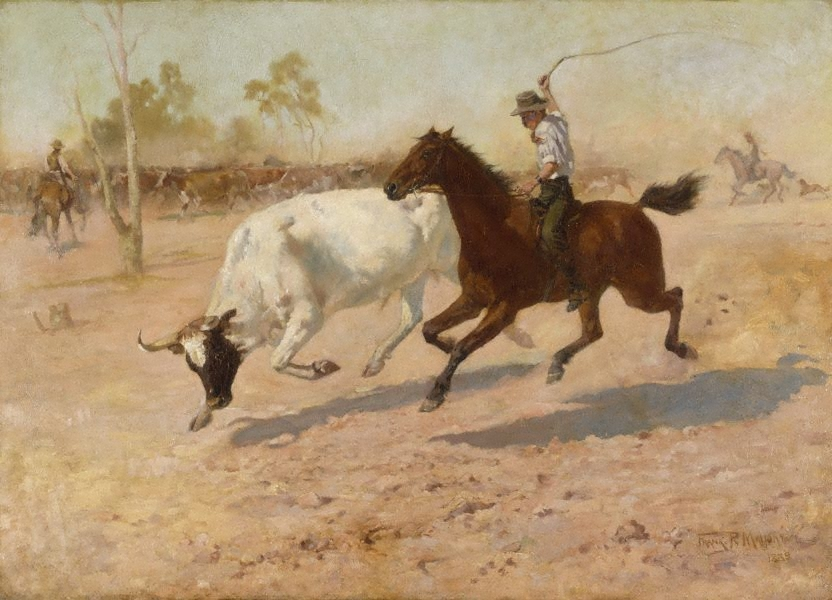
Rounding up a Straggler (Einen Nachzügler einfangen) 1889. Art Gallery of New South Wales

Im Alter von zehn Jahren wurde Frank P. Mahony nach Sydney geschickt, wo er in einem Architekturbüro arbeitete und bei Giulio Anivitti an der New South Wales Academy of Art studierte. Sein künstlerischer Aufstieg begann mit seiner Mitarbeit am Picturesque Atlas of Australasia (1886); zwei seiner Beiträge, Edmund Kennedys Aufspießung und Edward John Eyres Kampf entlang der Küste mit dem treuen Wylie wurde Teil der Legende der Erforschung Australiens. Um die Jahrhundertwende war Mahony einer der bekanntesten australischen Künstler und Illustratoren. Er spezialisierte sich auf Pferde, die er eifrig studierte, und auf Kampfszenen, die das Nationalgefühl anregten und widerspiegelten. Zu seinen Ölgemälden gehören „Rounding up a Straggler“ (1889), das möglicherweise Tom Roberts beeinflusste, und „The Cry of the Mothers“ (1895), die beide von der Art Gallery of New South Wales erworben wurden.

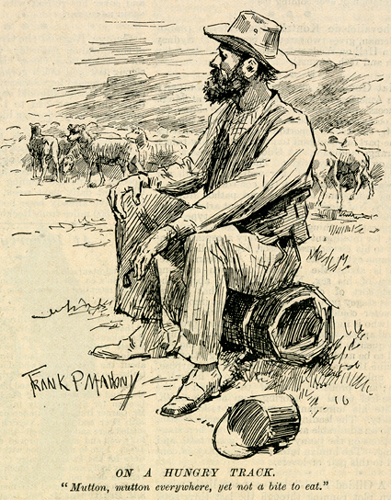
On a Hungry Track, 1896. Aus: The Bulletin, 1. August 1896, S. 11. Der Swagman (Wanderarbeiter) sitzt auf seiner „Matilda“, die umgangssprachliche Bezeichnung für einen Swag (Schlafsack).

Von größerer Bedeutung waren seine Schwarz-Weiß-Arbeiten für Zeitschriften wie die Sydney Mail, das Bulletin und das Australian Town and Country Journal. 1893 illustrierte er Banjo Patersons Patersons Gedicht The Geebung Polo Club für den Antipodean, und später in diesem Jahrzehnt waren seine Illustrationen ein herausragendes Merkmal mehrerer populärer Bücher, insbesondere Henry Lawsons While the Billy Boils (1896) und In the Days when the World was Wide (1900), Barcroft Boakes Where the Dead Men Lie (1897) und Ethel Pedleys Dot and the Kangaroo (1899).
Frank P. Mahony war 1895 Gründungsmitglied der Society of Artists in Sydney, Ausbilder der Art Society of New South Wales und Mitglied des Dawn and Dusk Club. Am 20. Januar 1897 heiratete er in der St. Patrick's Church in Sydney Mary Tobin, eine Bardame aus Jass, mit der er Ende 1901 nach London übersiedelte. Doch obwohl er dem Langham Sketch Club beitrat und Kontakt zu anderen im Ausland lebenden Malern hatte, erhielt er nur wenige Aufträge. Nachdem er am 28. Juni 1916 im Kensington Infirmary an Krebs gestorben war, errichteten australische Bewunderer an Mahonys Grab auf dem Friedhof von Hanwell, Middlesex, ein Denkmal für „unseren ersten in Australien geborenen Künstler“.